# Московский локомотиворемонтный завод

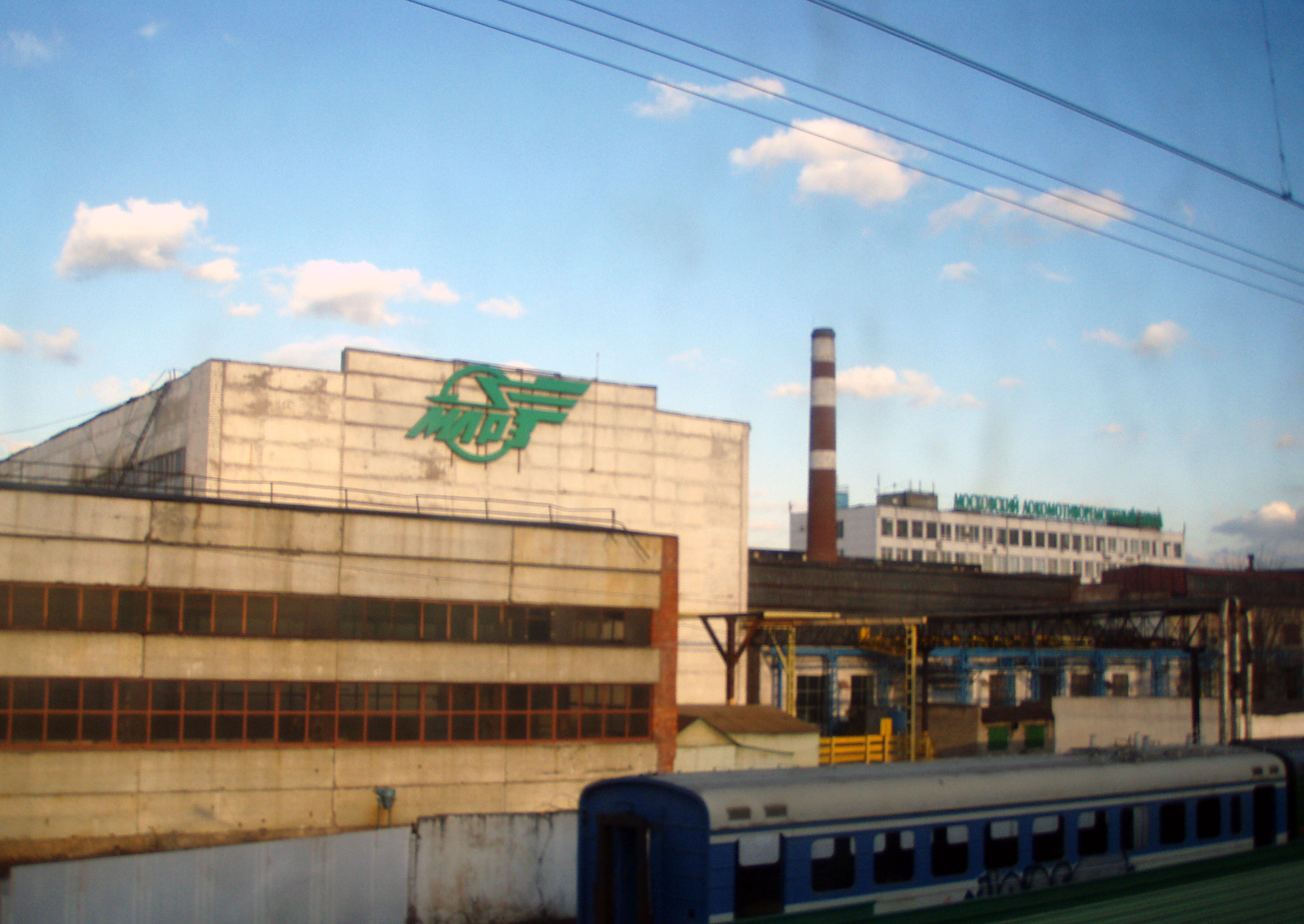
МЛРЗ

Моско́вский локомотиворемо́нтный заво́д (МЛРЗ) — предприятие в районе Перово, осуществляющее ремонт (а ранее и модернизацию) электропоездов постоянного тока для нужд железных дорог. Расположен на востоке города Москвы. С севера завод ограничен улицей Аносова, с юга — железнодорожными путями перегона Андроновка — Перово Казанского направления МЖД.
Основан в 1901 году как Перовские вагонные мастерские, принадлежавшие Московско-Казанской железной дороге. В 1930 году был переименован в Перовский вагоноремонтный завод. С 1955 года стал именоваться Перовским заводом по ремонту электроподвижного состава (ПерЗРЭПС). В 1963 году в связи с началом ремонта электровозов ВЛ23, а затем ВЛ8 обрёл своё современное название Московский локомотиворемонтный завод.
В 1993 году в связи с увеличением пассажиропотока завод прекратил капитальный ремонт электровозов и с этого момента стал специализироваться исключительно на ремонте моторвагонного подвижного состава.
Завод ремонтировал электросекции Ср3, электропоезда ЭР1, ЭР2, ЭР22, электровозы ВЛ23 и ВЛ8. С 2000-х годов осуществляет ремонт и модернизацию электропоездов серий ЭР2, ЭР2Р, ЭР2Т, ЭР2К, ЭД, ЭТ, ЭМ, а так же осуществляет ремонт рельсовых автобусов РА1, РА2, ДТ1 и пассажирских вагонов.